# 贝尔托维尔
贝尔托维尔（法語：Bertheauville，法語發音：[bɛʁtovil]）是法国滨海塞纳省的一个市镇，属于迪耶普区。

## 地理
贝尔托维尔（49°45'18"N, 0°35'41"E）面积2.43 平方千米，位于法国诺曼底大区滨海塞纳省，该省份为法国北部沿海省份，其西部及北部濒大西洋英吉利海峡，东起顺时针与索姆省、瓦兹省、厄尔省和卡爾瓦多斯省接壤。
与贝尔托维尔接壤的市镇（或旧市镇、城区）包括：贝特勒维尔、卡尼-巴维尔、格兰维尔-拉坦蒂里耶尔、科地区乌尔维尔。
贝尔托维尔的时区为UTC+01:00、UTC+02:00（夏令时）。

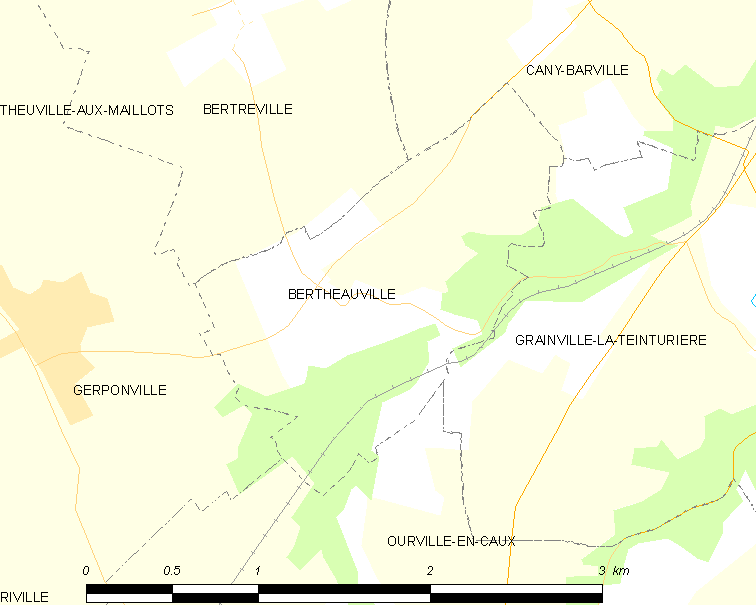
贝尔托维尔的OSM定位图

## 行政
贝尔托维尔的邮政编码为76450，INSEE市镇编码为76083。

## 政治
贝尔托维尔所属的省级选区为科地区圣瓦勒里县。

## 人口

1962-2008年间贝尔托维尔人口变化图示

贝尔托维尔于2022年1月1日时的人口数量为101人。